# Ctenotus eutaenius
Ctenotus eutaenius (чорноспинний жовтосмугий гребневухий сцинк) — вид сцинкоподібних ящірок родини сцинкових (Scincidae). Ендемік Австралії.

## Поширення і екологія
Чорноспинні жовтосмугі гребневухі сцинки поширені на північному сході Квінсленда, від острова Магнетік на захід до Великої Базальтової Стіни та на північ до Чіллаго. Вони живуть в трав'янистих рідколіссях, серед скель.